# Miss Marx
Miss Marx è un film biografico del 2020 diretto da Susanna Nicchiarelli.
Pellicola biografica sulla figura di Eleanor Marx, interpretata da Romola Garai.
È stata presentata in concorso alla 77ª Mostra internazionale d'arte cinematografica di Venezia.

## Trama
La colta e brillante Eleanor Marx, figlia minore di Karl Marx, è in prima linea nel promuovere il socialismo nel Regno Unito, partecipando alle lotte operaie, combattendo per i diritti delle donne e l'abolizione del lavoro minorile.
Nel 1883, conosce Edward Aveling, talentuoso commediografo ma anche un uomo egoista e scialacquatore. Mentre è intento a indebitarsi e a consumare vilmente l'eredità lasciata a Eleanor da Friedrich Engels, Edward non si rende conto di  consumare anche l'intera esistenza della devota compagna, la quale, pur consapevole di consumare vivendo quella stessa "oppressione morale" imposta dalla società dell'epoca e da lei condannata, non è in grado di riscattare la propria felicità, e, al fine, neppure la propria vita.
Nel 1898 Eleanor scopre che l'ormai malato Edward Aveling aveva sposato segretamente una giovane attrice con cui si era impegnato sentimentalmente. La malattia di lui sembrava essere allo stadio terminale e Eleanor, persa ogni energia ed ormai dipendente da oppio muore suicida.

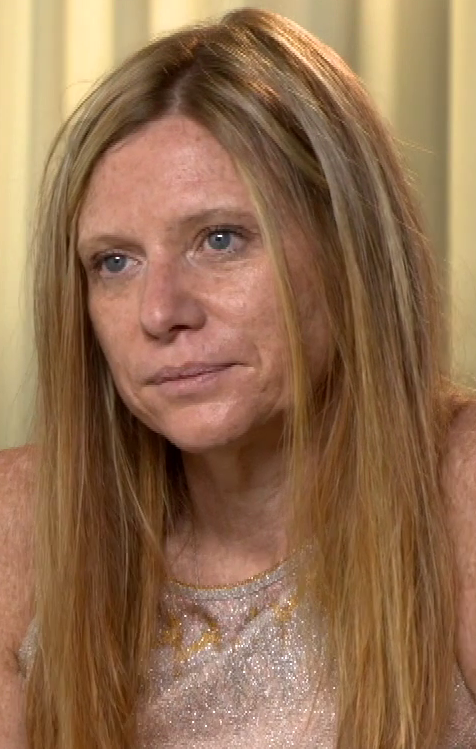
La regista Susanna Nicchiarelli intervistata sul film

## Produzione

### Riprese
Le riprese del film, iniziate il 18 novembre 2019, si sono svolte in Italia, più precisamente presso la Certosa Reale di Collegno, vicino a Torino, agli Studi di Cinecittà di Roma, e in Belgio.

## Colonna sonora
La colonna sonora è stata composta e curata dalla band torinese Gatto Ciliegia contro il Grande Freddo e dai Downtown Boys, che hanno rifatto a modo loro la canzone Dancing in the Dark di Bruce Springsteen.

## Promozione
La prima clip del film è stata diffusa online il 28 luglio 2020. Il primo trailer ufficiale è invece stato pubblicato online il 31 luglio seguente.

## Distribuzione
Il film è stato presentato in anteprima mondiale il 5 settembre 2020 alla 77ª Mostra internazionale d'arte cinematografica di Venezia, dove ha ricevuto il plauso di critica e pubblico. È stato poi distribuito nelle sale cinematografiche italiane da 01 Distribution a partire dal 17 settembre 2020.

## Accoglienza

### Incassi
Il film è stato un flop al botteghino, poiché ha incassato complessivamente solo 624 027 dollari, a fronte di un budget di 5 milioni di euro. In particolare in Italia il film ha guadagnato 464mila euro.

### Critica
Sul sito web Rotten Tomatoes, il film riceve il 40% delle recensioni professionali positive, con un voto medio di 5,5/10, basato su 10 recensioni.
The Guardian, assegnando al film 3 stelle su 5, ha scritto che "mentre Romola Garai brilla nella sua interpretazione, la figlia di Marx non convince a pieno con i suoi toni 'punk'"; anche The Hollywood Reporter ha fatto del film una recensione mista, scrivendo: 
"C'è qualcosa che sembra penalizzare i biopic su Karl Marx e la sua famiglia. Forse è l'inconciliabile necessità di parlare rispettosamente di questi primi difensori della classe operaia e allo stesso tempo rendere il lavoro, che hanno svolto per tutta la loro vita, rilevante per il pubblico.

Tuttavia, dopo che Raoul Peck non ha convinto affatto con il deludente The Young Karl Marx qualche anno fa, tocca alla regista italiana Susanna Nicchiarelli portare il fardello con Miss Marx, e finalmente i risultati sono leggermente migliori, in un film che sembra fatto di stralci di una vita promettente che alla fine, però, non porta da nessuna parte."

## Riconoscimenti
- 2020 - Mostra internazionale d'arte cinematografica[1][16]
  - Premio FEDIC
  - Premio Soundtrack Stars ai Gatto Ciliegia contro il Grande Freddo
  - Premio La Pellicola d'Oro per la miglior sarta di scena a Paola Seghetti
  - In concorso per il Leone d'oro al miglior film
- 2021 - David di Donatello
  - Miglior produttore a Marta Donzelli e Gregorio Paonessa (Vivo Film con Rai Cinema) - Joseph Rouschop e Valérie Bournonville (Tarantula Belgique)
  - Migliore costumista a Massimo Cantini Parrini
  - Migliore compositore a Gatto Ciliegia contro il Grande Freddo e Downtown Boys
  - Candidatura al Miglior film
  - Candidatura alla Migliore regia a Susanna Nicchiarelli
  - Candidatura al Migliore autore della fotografia a Crystel Fournier
  - Candidatura al Migliore scenografia a Alessandro Vannucci, Igor Gabriel e Fiorella Cicolini
  - Candidatura al Migliore truccatore a Diego Prestopino
  - Candidatura al Migliore acconciatore a Domingo Santoro
  - Candidatura al Miglior suono a Adriano Di Lorenzo, Pierpaolo Merafino, Marc Bastien, Pierre Greco e Franco Piscopo
  - Candidatura al Migliori effetti visivi a Massimiliano Battista
- 2021 - Nastro d'argento
  - Nastro dell'anno[17]
- 2021 - Filming Italy Los Angeles
  - Miglior regista a Susanna Nicchiarelli[18]
- 2021 - Bobbio Film Festival
  - Premio "Gobbo d'argento" come Migliore Regia a Susanna Nicchiarelli
- 2021 - Premio Suso Cecchi d'Amico (Castiglioncello) per la sceneggiatura